# Tullia Zevi
Tullia Zevi (2 de fevereiro de 1919 - 22 de janeiro de 2011) foi uma jornalista e escritora italiana.
Sua família fugiu da Itália para a França, e depois para o Estados Unidos da América, após a ascensão do fascismo na década de 1930. Já residente em Nova Iorque, casou-se com Bruno Zevi e juntos, voltaram para a Europa em 1946. Foi uma das poucas jornalistas mulheres a relatar os Julgamentos de Nuremberg.

## Obra
- Ti racconto la mia storia: Dialogo tra nonna e nipote sull'ebraismo (2007)